# Tijeras (Panama)
Tijeras è un comune (corregimiento) della Repubblica di Panama situato nel distretto di Boquerón, provincia di Chiriquí. Si estende su una superficie di 18 km² e conta una popolazione di 2.670 abitanti (censimento 2010).  